# 東寧州
东宁州，中国古代的州。
南朝梁大同年间置东宁州，治所在齐熙郡齐熙县（今广西壮族自治区融水苗族自治县）。下辖齐熙郡、黄水郡、梁化郡。辖境相当今广西融水、融安、罗城县地。南朝陈沿置。隋文帝开皇十八年（598年）改为融州。